# Jensens olikhet
Jensens olikhet är inom matematiken en uppskattning av integraler av konvexa funktioner. Olikheten används ofta då man vill visa att följder av funktioner konvergerar mot någon gränsfunktion eller då man är intresserad av konvergenshastigheter.
Olikheten kan ses som en generalisering till allmänna konvexa funktioner av olikheten 
{\displaystyle \left({\frac {x+y}{2}}\right)^{2}\leq {\frac {1}{2}}(x^{2}+y^{2}),}
giltig för reella tal x och y.

## Jensens olikhet
Låt {\displaystyle (\Omega ,{\mathcal {F}},\mathbb {P} )} vara ett sannolikhetsrum och låt X vara en reell-värd stokastisk variabel på'{\displaystyle \Omega }. Om väntevärdet
{\displaystyle \mathbb {E} \{\vert X\vert \}=\int _{\omega \in \Omega }\vert X\vert (\omega )\,d\mathbb {P} (\omega )}
är ändligt och 
{\displaystyle \varphi :\mathbb {R} \longrightarrow \mathbb {R} }
är en konvex funktion, så gäller olikheten
{\displaystyle \varphi \left(\mathbb {E} \{X\}\right)\leq \mathbb {E} \{\varphi (X)\}.}
Ofta tillämpar man Jensens olikhet på den konvexa funktionen {\displaystyle x\longmapsto \vert x\vert ,} vilket ger olikheten
{\displaystyle \vert \mathbb {E} \{X\}\vert \leq \mathbb {E} \{\vert X\vert \}.}